# Духовное управление мусульман Казахстана
«Духо́вное управле́ние мусульма́н Казахста́на» (каз. Қазақстан мұсылмандары діни басқармасы) или ДУМК (каз. ҚМДБ) — казахстанское республиканское религиозное объединение мусульман, поддерживаемое государством.

## История
После создания Духовного управления Средней Азии и Казахстана (САДУМ), в Казахстане, как и в других республиках, был создан свой казият, а первым казием Казахстана, уполномоченным САДУМ и имамом Алма-Аты стал Абд аль-Гаффар Шамсутдинов (1884—1953). В 1952 году по ходатайству первого казия новым казием Казахстана был назначен Садуакас Гылмани. С 1972 по 1979 годы казием был Жакия Бейсенбаев, который получил образование в медресе Мири Араб и факультете шариата Дамасского университета в Сирии. Последним казием Казахстана при САДУМ был Ратбек-хаджи Нысанбаев, который затем стал «Верховным муфтием Казахстана».
В 1990 году казият Казахстана был выведен из состава САДУМ и был основан независимый «Муфтият мусульман Казахстана», который затем был переименован в «Духовное управление мусульман Казахстана» и стал первым среди духовных управлений мусульман среднеазиатских республик, отделившихся от САДУМ. Датой основания ДУМК считается первый курултай мусульман Казахстана 12 января 1990 года. Первым руководителем новоиспеченной организации и «Верховным муфтием Казахстана» стал Ратбек Нысанбаев.
В ходе III курултая ДУМК в 2000 году Ратбек Нысанбаев был смещён с должности, а следующим руководителем организации стал Абсаттар-хаджи Дербисали.
В 2011 году начал свою работу фонд «Закят» (каз. Зекет) для сбора закята и средств благотворителей для помощи нуждающимся. За два года деятельности в фонд поступило 52 682 143 тенге, которые были пожертвованы предпринимателями и частными лицами. Средства из фонда «Закят», помимо основных целей, тратятся на заработную плату имамов сельских мечетей, коммунальные услуги и ремонт мечетей. С 1 января 2013 года 144 имамам выплачивается зарплата в размере 20 тыс. тенге.
19 июня 2012 года ДУМК было перерегистрировано как «Республиканское религиозное объединение „Духовное управление мусульман Казахстана“».
19 февраля 2013 года во время внеочередного VII курултая новым муфтием был избран Ержан Маямеров.
В апреле 2014 года был презентован «национальный, духовно-просветительский портал» Islam.kz, который доступен на двух языках и, по словам Кайрата Жолдыбайулы, является ресурсом «для каждого, кто в душе считает себя казахом и мусульманином».
8 декабря 2017 года в ходе очередного VIII Курултай Духовного управления мусульман Казахстана был избран новый Верховный муфтий Казахстана Серикбай Ораз. 4 января 2017 года Верховный муфтий назначил на должность Главного советника Мухаммад-Хусейна Алсабекова.

## Идеология
По словам 3-го Верховного муфтия Ержана Маямерова, ДУМК исповедует традиционные для мусульман Казахстана ценности, является суннитским, в правовых вопросах следует ханафитскому мазхабу, а в вопросах вероубеждения — матуридизму.

Главная цель Духовного управления мусульман Казахстана — укрепить веру народа, внести свой вклад в сохранение стабильности в обществе, межнационального и межконфессионального согласия, призывать людей к добру, единству, верному служению своему Отечеству.
На сайте Центральной мечети Алма-Аты «Азан.kz» 1 декабря 2014 года была опубликована статья «Ханафит и Матуридит — одно и то же» муфтия Абу Али аль-Ашари, в которой утверждалось, что представитель ханафитского мазхаба не может придерживаться нематуридитской идеологии. В своей статье «Әбу Мансур әл-Матуриди кім?» («Кто такой Абу Мансур аль-Матуриди?») на официальном сайте ДУМК преподаватель исламоведения исламского университета «Нур-Мубарак» Аскар Акимханов (каз. Асқар Әкімханов) написал, что самаркандский богослов Абу Мансур аль-Матуриди «является одним из основателей суннитской теологии» и «сохранил суннитскую веру в чистом виде для последующих поколений», стал достойным звания «наследника пророка (Мухаммеда)».
Имам мечети «Шейх Кунта-хаджи» Яхия Исмаилов в одной из своих статей написал, что ханафитская правовая школа является «ведущим мазхабом», а основатели других школ (аш-Шафии, Малик ибн Анас, Ахмад ибн Ханбаль) «опирались на труды Абу Ханифы». По словам Исмаилова, мазхаб Абу Ханифы является «лучшим», а остальные — «правильными»; ханафитский мазхаб «мягче» по сравнению с остальными школами и «ближе к природе народа, его традициям», «отличается лёгкостью и демократичностью».

### Борьба с инакомыслием
По данным норвежской правозащитной организации Форум 18, Агентство по делам религий Казахстана отказывает в официальной регистрации тем мечетям, которые не подконтрольны «Духовному управлению мусульман Казахстана». По словам этой организации, прихожанам петропавловской татаро-башкирской мечети «Динмухаммед» поступили угрозы о том, что если мечеть не подчинится ДУМК, то будет закрыта и превращена в общественное место. Такая же ситуация возникла с мечетью Нурдаулет в Актобе, которая управляется религиозным объединением «Мечеть „Нурдаулет“».

Мы были филиалом духовного управления три года. Потом стали независимыми от него, законом это разрешено. Но чиновники настаивают, чтобы мы стали именно филиалом духовного управления. Они нам так и пишут: станете филиалом духовного управления — появится возможность перерегистрации.
— Омирсерик Оразалин, представитель мечети «Нурдаулет»
По словам мусульман Казахстана, которые придерживаются «нетрадиционной» с точки зрения ДУМ Казахстана идеологии, служители мечетей занимаются пропагандой лишь ханафитского мазхаба, а последователи иных течений преследуются по закону и подвергаются враждебному отношению со стороны ханафитов. Согласно отчётам организации Форум 18, религиозная литература в Казахстане подвергается цензуре, а телевизионная пропаганда используется для разжигания религиозной нетерпимости. Представители зарегистрированных и незарегистрированных течений подвергаются штрафам и шантажу со стороны следственных органов.
Основная деятельность по борьбе с «нетрадиционными течениями» ДУМК направлена против салафитов (ваххабитов). По словам пресс-секретаря ДУМ Казахстана Онгара Омирбека, «(салафия) — это одно из течений, деятельность которого необходимо запретить». Он также сообщил, что Духовным управлением было инициировано внесение поправок в закон «О религии», чтобы запретить все исламские течения в Казахстане, кроме ханафитского мазхаба. Преследованию со стороны ДУМК также подверглись представители суфийской общины Исматуллы Максума (т. н. зикриты). Кроме этого, были выпущены «фетвы» против различных деструктивных сект и течений вроде Хизб ут-Тахрир аль-Ислами и джамаата «ат-Такфир ва-ль-Хиджра» (такфириты).
В одной из своих публикаций имам астанинской мечети «Шейх Кунта-хаджи» Яхия Исмаилов заявил, что салафиты появились лишь в середине XX века, отделившись от течения ваххабитов, а арабские, индийские и пакистанские улемы называют их «ломазхабия» и «гайри мукаллид».

### Отношение к «Исламскому государству»
В декабре 2014 года ДУМ Казахстана выпустило на своём официальном сайте заявление, касающееся ситуации в Сирии и Ираке и «Исламского государства», в котором призвало к мирному урегулированию ситуации и назвало вмешательство во внутренние дела других стран и участие в политических войнах «противоречащим убеждениям суннитов». Кроме того, в своём заявлении ДУМК отметило, что представители ИГИЛ «хотят разрушить Каабу», хотя представители группировки таких намерений не озвучивали.

### Отношение к гомосексуальности
В своей фетве от 11 декабря 2013 года «Духовное управление мусульман Казахстана» провозгласило гомосексуализм и лесбиянство запрещённым (харам) действием. В фетве отмечалось, что в маликитском, шафиитском и ханбалитском мазхабах наказанием за гомосексуализм является смертная казнь, а в ханафитской правовой школе совершившие это действие подвергаются порицанию и административному наказанию. Смертная казнь осуществляется при исключительных обстоятельствах.

## Пропагандистская деятельность
При ДУМ Казахстана сформирована информационно-пропагандистская группа из 30 теологов из различных регионов Казахстана, которая занимается религиозно-просветительской деятельностью. На декабрь 2013 года эта группа побывала в 62 городах, 122 районах, 33 населённых пунктах и 1456 аулах, где посетила около 200 высших и средне-специальных учебных заведений и 1654 школы.

## Отделы
Отделы Духовного управления мусульман Казахстана (последнее обновление данных: апрель 2019 года):
- Наиб-муфтии ДУМК: Наурызбай Таганулы Отпенов, Алау Шайкимович Адильбаев, Бауыржан Абдрашулы Есмахан
- Руководитель аппарата ДУМК: Гилымбек Жадигерулы Мажиев.
- Главный советник: Мухаммад-Хусайн Усманович Алсабеков.
- Отдел пропаганды и связи с общественностью: Алтынбек Утысханулы.
- Управляющий делами ДУМК: Ербосын Бектурсынулы Орын.
- Отдел шариата и фетв: Сансызбай Курбанулы Шоканов.
- Отдел международных отношений: Ершат Агыбайулы Онгаров.
- Отдел по делам религии и анализа: Нурбек Ауесханулы Есмаганбет.
- Отдел стандартизации халяльной продукции: Бейбит Алипбекулы Мырзагелдиев.
- Отдел по делам мечетей: Жандилла Мамытханулы Бекжигитов.
- Отдел пресс-службы: Агабек Конарбайулы Сыдыков.
- Отдел хаджа: Айдар Михайлович Салкынбаев.
- Отдел по подбору кадров: Байузак Орынбасарулы Бекмуратов.

## Региональные структуры и мечети
В 1991 году, когда Казахстан получил независимость, в республике насчитывалось всего 68 мечетей. В начале 2000-х годов их численность достигла 1652, а на 1 января 2011 года в Казахстане было 2756 мечетей. 19 июня 2012 года было зарегистрировано республиканское религиозное объединение «Духовное управление мусульман Казахстана» и 2228 мечетей были подвергнуты процедуре перерегистрации в качестве филиалов этого объединения.

### Областные мечети
| №  | Наименование мечети                                                      | Местонахождение                                             | Вместимость внутренняя(вкл женский зал), человек | Высота (максимальная), метр            | Вместимость максимальная, для сортировки | Регион                         |
| -- | ------------------------------------------------------------------------ | ----------------------------------------------------------- | ------------------------------------------------ | -------------------------------------- | ---------------------------------------- | ------------------------------ |
| 1  | «Четырехминаретная мечеть им. А. Кунанбаева»                             | г. Семей ул. Каркаралинская, здание 22 Б                    | 2500                                             | 37                                     | 2500                                     | Абайская область               |
| 2  | Мечеть Науан хазірет                                                     | Акмолинская область, г. Кокшетау, пр. Н.Назарбаева, уч. 6/1 | 1400                                             |                                        | 1400                                     | Акмолинская область            |
| 3  | Капчагайский центральный мечеть                                          | г. Конаев                                                   | 700                                              | 35                                     | 700                                      | Алматинская область            |
| 4  | Центральная областная мечеть «Нур-Гасыр»                                 | г. Актобе, район Астана, пр. Абулхаир хана 92               | 3 000                                            | 63 м                                   | 3000                                     | Актюбинская область            |
| 5  | «Иманғали» мешіті                                                        | Атырау қаласы Сатпаев к, №15үй                              | 3000                                             |                                        | 3000                                     | Атырауская область             |
| 6  | «Уральская областная центральная мечеть»                                 | Западно-Казахстанская область, г. Уральск, пр. Абая, 92     | 1800                                             | Высота здания −15, Высота минарета −41 | 1800                                     | Западно-Казахстанская область  |
| 7  | «Хибатулла Тарази»                                                       | г. Тараз, пр. Төле би, 896.                                 | 2000                                             | 35 м                                   | 2000                                     | Жамбылская область             |
| 8  | Мечеть «Иман»                                                            | г. Талдыкорган, ул. Алдабергенова                           | 5000                                             | 80                                     | 5000                                     | Жетысуская область             |
| 9  | Карагандинская областная мечеть «Әнет Баба»                              | г. Караганды, район имени Казыбек би, пр. Шахтеров, д.10    | 4000                                             | 51                                     | 4000                                     | Карагандинская область         |
| 10 | Костанайская областная мечеть «Аймаганбет кажы Спанулы»                  | г. Костанай, ул. Маяковского, дом 104а                      | 1500                                             |                                        | 1500                                     | Костанайская область           |
| 11 | Қызылорда облыстық «Ақмешіт-Сырдария» мешіті                             | Қызылорда қаласы, Жібек Жолы көшесі № 11 а                  | 2000                                             | 37                                     | 2000                                     | Кызылординская область         |
| 12 | Центральная мечеть Мангистауской области имени «Бекет-Ата»               | г. Актау, 26-й микрорайон, 50 зд.                           | 2300                                             | 50                                     | 2300                                     | Мангистауская область          |
| 13 | «Мәшһүр Жүсіп»                                                           | Павлодарская область, г. Павлодар,                          | 1500                                             | 63                                     | 1500                                     | Павлодарская область           |
| 14 | Филиал РИРО «Духовное управление мусульман Казахстана» мечеть «Кызылжар» | СКО г. Петропавловск, ул. К. Сутюшева, 40                   | 500                                              | 24 метра                               | 500                                      | Северо-Казахстанская область   |
| 15 | Мечеть «Түркістан Ахмет-Яссауи»                                          | г. Туркестан, ул Р.Султанбегим № 24б                        | 2700                                             | 15 м                                   | 2700                                     | Туркестанская область          |
| 16 | Мечеть имени «Ахмет Ишан Оразайулы» области Ұлытау (г. Жезказган)        | г. Жезказган, ул. Иманжана, 11                              | 650                                              | 17 м                                   | 650                                      | Улытауская область             |
| 17 | Мечеть Халифа Алтай                                                      | г. Усть-Каменегорск, ул. К. Сатпаева 90                     | 3000                                             | 63                                     | 3000                                     | Восточно-Казахстанская область |
| 18 | Мечеть «Әзірет Сұлтан»                                                   | район «Алматы», пр. Тәуелсіздік, 48                         | 10000                                            |                                        | 10000                                    | г. Астана                      |
| 19 | Центральная мечеть г. Алма-Аты                                           | г. Алма-Аты, Медеуский район, ул. Пушкина, д. 16            | 7000                                             | 40                                     | 7000                                     | г. Алма-Аты                    |
| 20 | «Halifa al-Nahaian Aqmeshiti» орталық мешіті                             | Шымкент қ., Абай ауданы, Темірлан тас жолы н/с              | 5000                                             | 35                                     | 5000                                     | г. Шымкент                     |

### Имамы регионов
Региональные имамы ДУМК (последнее обновление данных: апрель 2019 года):

| Город Астана - Занкоев, Калижан Баирбекулы - Отпенов, Наурызбай Таганулы (2013-) - Муканов Аскар Абитайулы 15.12.2017-? - Наурызбай Таганулы Отпенов (2018—2020) Город Алма-Ата - Есмаганбет, Нурбек Ауесханулы (2013-2018) - Еркинбек Керимбекулы Шохаев (26.01.2018-?) Город Шымкент - Бактыбай Кыдырбайулы Бейсенбаев Акмолинская область - Кыдырмин, Канат Коянбекулы - Куаныш Жумабайулы Сабит Алматинская область - Аташов, Асет Кадиракынулы - Куаныш Бакытбекулы Наржанов Актюбинская область - Дауренбеков, Абдимутали Кайназарулы (2011—2015) - Толеби Дадилулы Оспанов Атырауская область - Есмаганбет, Нурбек Ауесханулы (2009-2012) - Садиев, Амантай Абильдайулы - Мансуров, Батыржан Берденулы - Батыржан Берденулы Мансуров | Западно-Казахстанская область - Султанов, Руслан Тыныштыкулы - Каракулов Еркебулан Ыбырайымулы - Кыстаубаев Муратбек Мухтарханулы - Сабралиев Бакытжан Куралбайулы Город Талдыкорган - Аманов, Жуманали Махамбеталиулы - Ардак Нусипханулы Оразбаев Жамбылская область - Джумабаев, Данияр Алимухаммедович - Канат Адилханулы Жумагул Жезказганская область - Акпаров Кондыбай Серикбайулы Карагандинская область - Курманбаев, Орманбет Болатулы - Беккожа, Омирзак Казкенулы - Омирзак Казкенулы Беккожа - Естай Айтуганулы Кызылординская область - Омаров, Талгат Сейткаримулы - Болатбек Уласканулы Абуов Мангистауская область - Мирзаев, Тыныштыкбай Яхияулы - Сейтбеков, Смаил Суйеркулулы - Смаил Суйеркулулы Сейтбеков | Туркестанская область - Мирзагелдиев, Бейбит Алипбекулы - Бейсенбаев Бактыбай Кыдырбайулы - Мусабек Актамберды Костанайская область - Тусипбек, Асылхан Муханбетжанулы - Бахытбек Нургабылулы Тажимбет Павлодарская область - Исенов, Нариман Ермекулы - Жолдас Коспакулы Бертымуратов Усть-Каменегорск - Асанов, Нурлан Байжигитулы Восточно-Казахстанская область(Город Семипалатинск) - Алтыбай, Максат Куанышулы - Асанов, Нурлан Байжигитулы - Ермек Тасболатулы Мукатай Северо-Казахстанская область - Исаев, Касымхан Абдуллаулы - Дуйсенбай, Кенжетай Байкемелулы - Кенжетай Байкемелулы Дуйсенбай Город Семей - Максат Куанышулы Алтыбай |  |

## Учебные заведения ДУМК
Множество казахстанских имамов получают духовное образование в университете Аль-Азхар в Египте и Академии Дагуа в Пакистане. Каждый год 25 имамов проходят курсы повышения квалификации в учебных заведениях Турции.
Список учебных заведений ДУМК:
- Казахско-египетский исламский университет «Нур-Мубарак» (Алма-Ата)
- Республиканский институт по обучению имамов
- Центр подготовки чтецов Корана «Ихлас» (Шымкент)
- Медресе «Сарыагаш» (посёлок Ынтымак, Сарыагашский район, ЮКО)
- Республиканский центр подготовки чтецов Корана «Каум ад-Дин аль-Иткани аль-Фараби ат-Туркестани» (село Косшы, Целиноградский район, Акмолинская область)
- Медресе «Астана» (Астана)
- Медресе «Шымкент» (Шымкент)
- Медресе «Абу Бакр ас-Сиддик» (Павлодар)
- Медресе «Хибатулла Тарази» (Тараз)
- Медресе «Ушконыр» (аул Ушконыр, Карасайский район, Алматинская область)
- Медресе «Абу Ханифа» (Алма-Ата)
- Медресе «Актобе» (Актобе)
- Медресе «Орал» (Уральск)

## Религиозные праздники и священные дни
ДУМК отмечаются следующие даты (2019):

| - Ночь Мираджа - Ночь Бараат - Начало месяца рамадан - Ночь предопределения - Ураза-айт | - День Арафат - 3 дня Курбан-айта - День Ашура - Мавлид пророка Мухаммеда |